# جنيه نيوزيلندي
الجنيه (الرمز £، £NZ. للتمييز) هو عملة نيوزيلندا من عام 1933 حتى عام 1967، عندما أُستبدل بالدولار النيوزيلندي. قبل ذلك، كانت نيوزيلندا تستخدم الجنيه الإسترليني منذ معاهدة وايتانجي في عام 1840. مثل الجنيه الإسترليني، قُسم إلى 20 شلنًا (الاختصار s أو / ) كل منها يساوي 12 بنسًا (الرمز d ).

## تاريخ
حتى اندلاع الحرب العالمية الأولى، كان الجنيه النيوزيلندي يعادل جنيهًا إسترلينيًا واحدًا.
ونتيجة للكساد الكبير في أوائل ثلاثينيات القرن العشرين، تأثرت سوق الصادرات الزراعية النيوزيلندية إلى المملكة المتحدة بشدة. قامت البنوك الأسترالية، التي كانت تسيطر على بورصات نيوزيلندا مع لندن، بخفض قيمة الجنيه النيوزيلندي لتتناسب مع قيمة الجنيه الأسترالي في عام 1933، من التكافؤ أو الجنيه النيوزيلندي. 1 = 1 جنيه استرليني الجنيه الاسترليني إلى الجنيه الاسترليني النيوزيلندي 1 = 16 ثانية الجنيه الاسترليني (0.8 جنيه استرليني). في عام 1948 عاد إلى التكافؤ مع الجنيه الإسترليني أو 1 جنيه إسترليني نيوزيلندي = 1 جنيه إسترليني الجنيه الاسترليني.
في عام 1967، قامت نيوزيلندا بإلغاء نظام العشرية لعملتها، واستبدلت الجنيه الإسترليني بالدولار بمعدل 1.00 دولار نيوزيلندي. 2 = جنيه استرليني نيوزيلندي 1 (أو دولار نيوزيلندي 1 = 10/– نيوزيلندا). في نوفمبر من ذلك العام، خفضت الحكومة البريطانية قيمة الجنيه الإسترليني من 1 جنيه إسترليني إلى 1.5 جنيه إسترليني. الجنيه الإسترليني = 2.80 دولار أمريكي إلى 2.40 دولار أمريكي، ولكن قيمة الدولار النيوزيلندي انخفضت أكثر من 1.00 دولار أمريكي إلى 1.00 دولار أمريكي. 1 = 1.40 دولار أمريكي إلى 1.12 دولار أمريكي لمطابقة قيمة الدولار الأسترالي.

## عملات معدنية
في البداية، كانت العملات المعدنية البريطانية والأسترالية متداولة في نيوزيلندا. أدى انخفاض قيمة الجنيه النيوزيلندي مقابل الجنيه الإسترليني في ثلاثينيات القرن العشرين إلى إصدار عملات معدنية نيوزيلندية مميزة في عام 1933، بفئات 3 بنسات، و6 بنسات، و1/– (شلن واحد)، و2/– (أو فلورين)، و2/6 (نصف كراون)، سُكت من 50% من الفضة حتى عام 1946 ومن النحاس والنيكل منذ عام 1947. في عام 1940، البرونز1⁄2قُدمت العملات المعدنية د و 1 د. كانت كل هذه الفئات من نفس الحجم والوزن مثل نظيراتها في العملات الأسترالية والبريطانية (على الرغم من أن أستراليا لم تسك نصف كراون أبدًا). عندما قدمت المملكة المتحدة العملة المعدنية ذات الاثني عشر وجهًا والمصنوعة من النيكل والنحاس، استمرت نيوزيلندا في استخدام العملة الفضية الأصغر حجمًا حتى النظام العشري في عام 1967.

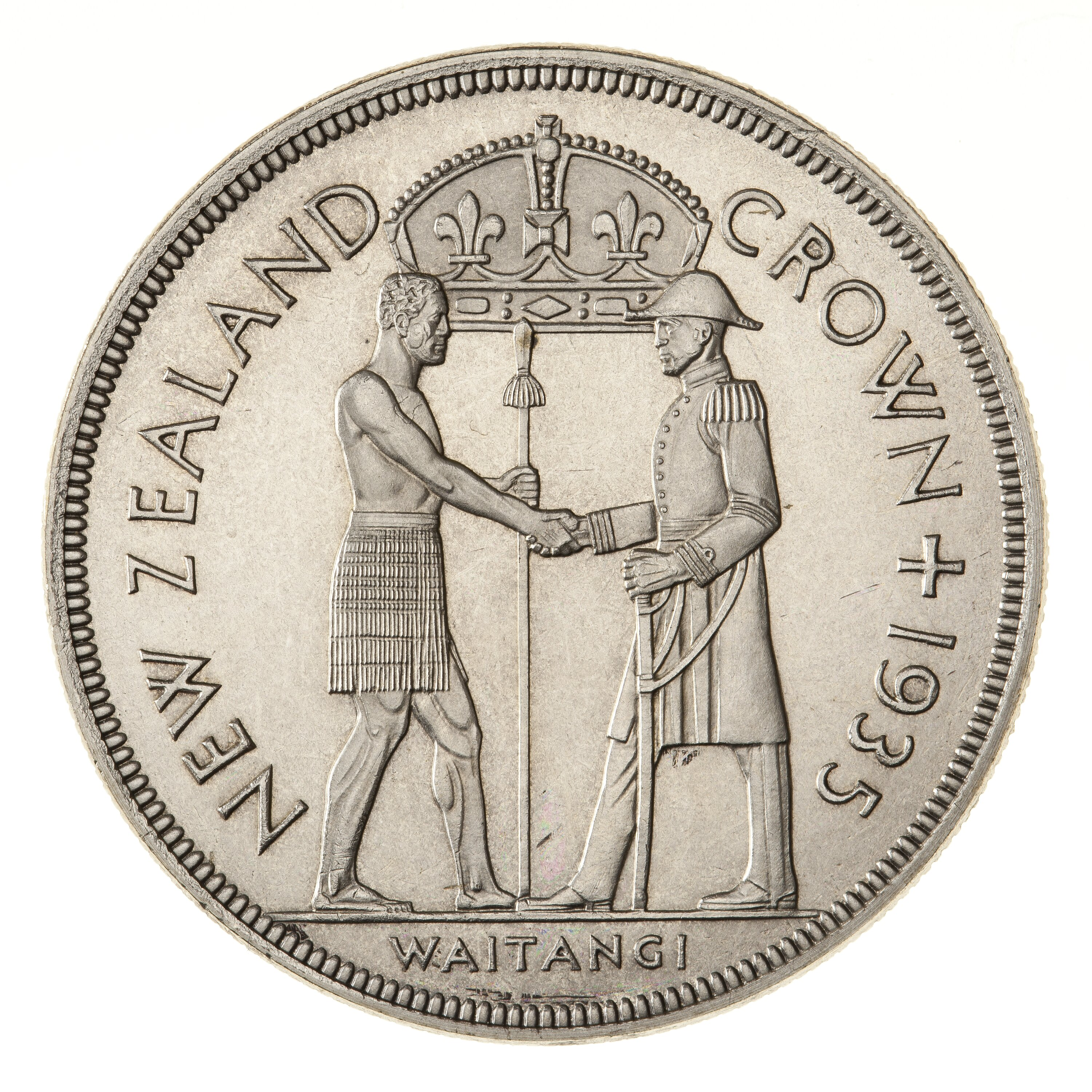
تاج وايتانجي لعام 1935، أول عملة تذكارية لنيوزيلندا.

سُكت ثلاثة تيجان تذكارية: تاج وايتانجي في عام 1935، وتاج لإحياء ذكرى الزيارة الملكية المقترحة في عام 1940، وتاج لإحياء ذكرى تتويج الملكة إليزابيث الثانية.

## الأوراق النقدية
حتى عام 1934، كانت البنوك التجارية الخاصة تصدر أوراقاً نقدية. صدرت الأوراق النقدية الأولى في نيوزيلندا في مارس 1840 من قبل بنك الاتحاد الأسترالي في بريتانيا، والتي تعرف الآن باسم ويلينغتون، ثم تلتها شركة نيوزيلندا المصرفية في سبتمبر 1840 في كوروراريكا، والتي تعرف الآن باسم راسل. أصدرت هذه البنوك أوراقًا نقدية في نيوزيلندا:
- بنك الاتحاد الأسترالي (مارس 1840 – يوليو 1934)
- شركة نيوزيلندا المصرفية (سبتمبر 1840 – يناير 1845)
- بنك الإصدار الاستعماري (1847–1856)
- شركة أوتاجو المصرفية (مصدر غير ناجح في عام 1851)
- بنك أورينتال كوربوريشن (1857 – مايو 1861)
- بنك نيو ساوث ويلز (مايو 1861 – يوليو 1934)
- بنك نيوزيلندا (أكتوبر 1861 – يوليو 1934)
- البنك التجاري النيوزيلندي (1863–1866)
- بنك أسترالاسيا (1863 – يوليو 1934)
- بنك أوكلاند (ديسمبر 1864 – يونيو 1867)
- بنك أوتاجو (1864–1874)
- البنك الاستعماري النيوزيلندي (1873 – نوفمبر 1895)
- البنك الوطني النيوزيلندي (1874 – يوليو 1934)
- بنك أوتياروا (جهة إصدار غير ناجحة ق. 1886 )
- البنك التجاري الأسترالي (1912 – يوليو 1934)

في الفترة ما بين عامي 1852 و1856، كان بنك الإصدار الاستعماري هو الهيئة الوحيدة المسؤولة عن إصدار الأوراق النقدية. وسرعان ما أدى عدم ثقة الجمهور في هذه الأوراق النقدية إلى استبدالها بأوراق نقدية صادرة عن بنك الاتحاد. شجع اكتشاف الذهب عام 1861 البنوك المتنافسة على دخول نيوزيلندا، مما أدى إلى إصدار مجموعة متنوعة من الأوراق النقدية. بحلول عام 1924، أدى الطلب العام على الراحة في الاستخدام إلى موافقة البنوك الستة المتبقية على حجم ولون موحدين لكل فئة.

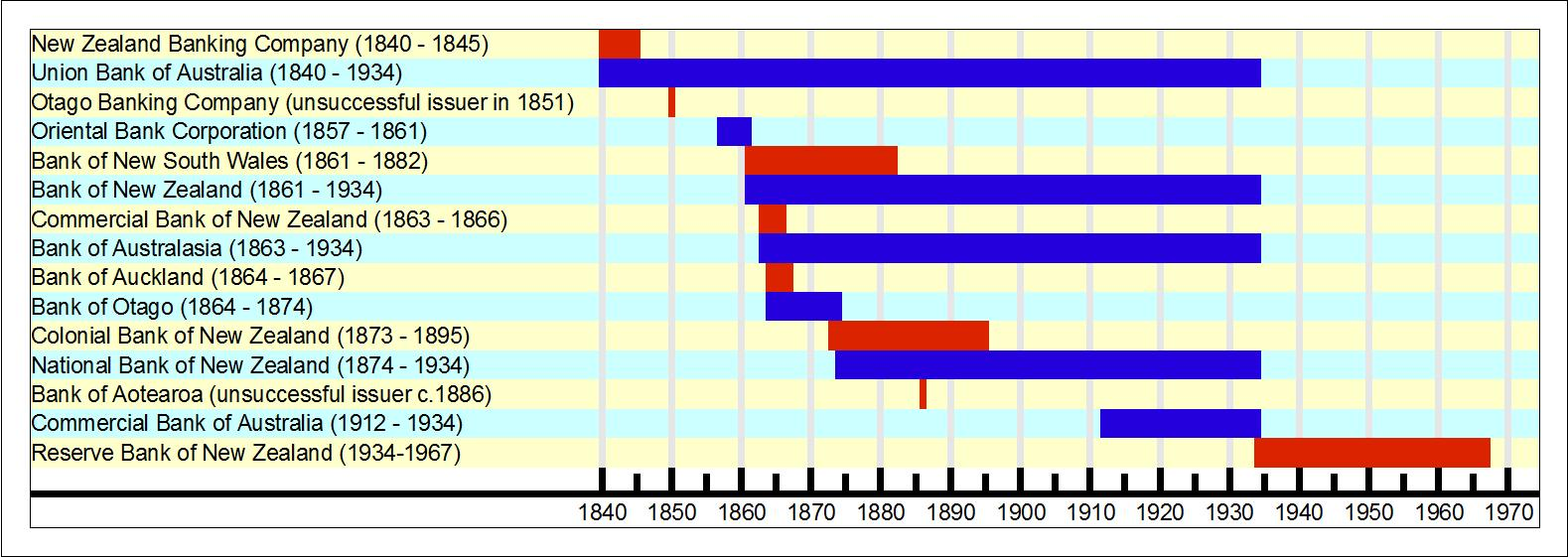
البنوك التجارية الخاصة التي أصدرت الجنيه النيوزيلندي بين عامي 1840 و1934، وبنك الاحتياطي حتى عام 1967.

عندما أُنشِئَ بنك الاحتياطي النيوزيلندي في الأول من أغسطس عام 1934 بموجب قانون بنك الاحتياطي النيوزيلندي لعام 1933، أصبح المصدر الوحيد للأوراق النقدية.  قدمت هذه الوكالة الحكومية أوراقًا نقدية بقيمة 10/-، و1 جنيه إسترليني، و5 جنيهات إسترلينية، و50 جنيهًا إسترلينيًا. في عام 1940،أُضيفَت أوراق نقدية بقيمة 10 جنيهات إسترلينية. طُبعت سلسلتين فقط من الأوراق النقدية بقيمة 1 جنيه إسترليني. الأول (1934–40) أظهر صورة Matutaera Te Pukepuke Te Paue Te Karato Te-a-Pōtatau Tāwhiao، والثاني (1940–67) ظهر فيه الكابتن جيمس كوك.
يوضح الجدول التالي آخر الأوراق النقدية المتداولة من السلسلة الثانية للجنيه النيوزيلندي، في وقت التحول إلى النظام العشري في عام 1967.
| صورة       | صورة | قيمة                | أبعاد                      | اللون الرئيسي | اللون الرئيسي | وصف                                      | وصف                                         | وصف             | تاريخ الإصدار |
| وجه العملة | يعكس | قيمة                | أبعاد                      | اللون الرئيسي | اللون الرئيسي | وجه العملة                               | يعكس                                        | العلامة المائية | تاريخ الإصدار |
| ---------- | ---- | ------------------- | -------------------------- | ------------- | ------------- | ---------------------------------------- | ------------------------------------------- | --------------- | ------------- |
|            |      | 10/- (عشرة شلنات)   | 7 × 3½ في ( 178 × 89 ملم ) |               | بني           | الكابتن جيمس كوك شعار النبالة لنيوزيلندا | كيوي ، توقيع معاهدة وايتانجي                | كينجي تاوهياو   | 1940          |
|            |      | 1 جنيه استرليني     | 7 × 3½ في ( 178 × 89 ملم ) |               | أرجواني       | الكابتن جيمس كوك شعار النبالة لنيوزيلندا | سفينة صاحبة الجلالة إنديفور في البحر        | كينجي تاوهياو   | 1940          |
|            |      | 5 جنيهات إسترلينية  | 7 × 3½ في ( 178 × 89 ملم ) |               | أزرق          | الكابتن جيمس كوك شعار النبالة لنيوزيلندا | ذيل المروحة، بحيرة بوكاكي وأوراكي / جبل كوك | كينجي تاوهياو   | 1940          |
|            |      | 10 جنيهات إسترلينية | 7 × 3½ في ( 178 × 89 ملم ) |               | أخضر          | الكابتن جيمس كوك درع متوج ، سفينة شراعية | بونجا، مشهد مع الأغنام وشجرة الكرنب         | كينجي تاوهياو   | 1940          |
|            |      | 50 جنيها إسترلينيا  | 7 × 3½ في ( 178 × 89 ملم ) |               | أحمر          | الكابتن جيمس كوك درع متوج ، سفينة شراعية | توي ، مشهد مزرعة الألبان وجبل تاراناكي      | كينجي تاوهياو   | 1940          |

## الوضع الحالي
لا تزال العملات المعدنية والأوراق النقدية غير الملغاة التي أصدرتها البنوك التجارية الخاصة الستة العاملة في عام 1934 بالإضافة إلى بنك الاحتياطي النيوزيلندي قابلة للاسترداد في مكاتب بنك الاحتياطي النيوزيلندي في ويلينغتون. يتعين على بنك الاحتياطي النيوزيلندي استرداد الأوراق النقدية الخاصة. وبموجب قانون بنك الاحتياطي الفيدرالي لعام 1933، أُصْدِرَ الذهب المملوك للقطاع الخاص ودفع ثمنه من خلال أوراق نقدية صادرة عن بنك الاحتياطي النيوزيلندي.
وفي جميع الأحوال، أصبحت قيمة العملة الآن بالنسبة لهواة الجمع أعلى بكثير من قيمتها الاسمية، بسبب ندرتها. ومن الأمثلة البارزة على ذلك عملة بقيمة جنيه واحد أصدرها بنك الاتحاد لأول مرة في أربعينيات القرن التاسع عشر، وأعادتها نيوزيلندا في عام 1934، لاسترداد قيمتها الاسمية، من قبل مالكها في الولايات المتحدة. اليوم، قد تصل قيمة ورقة مالية مماثلة إلى أكثر من 10 آلاف جنيه إسترليني. الجنيه الاسترليني. كما أن أوراق النقد من فئة 50 جنيهًا إسترلينيًا الصادرة عن بنك الاحتياطي النيوزيلندي نادرة للغاية وتحقق أسعارًا مرتفعة بين هواة الجمع. يمكن أن يصل سعر الورقة النقدية الموقعة من قبل كبير أمناء الصندوق تي بي هانا في حالة غير متداولة إلى 25 ألف دولار نيوزيلندي وفقًا لقائمة القيمة الرئيسية للأوراق النقدية والعملات النيوزيلندية (توجد بعض الأوراق النقدية الأخرى ذات القيمة الأقل والتي وقعها هانا).

## ملحوظات
1. ↑  "Reserve Bank of New Zealand. Bulletin 1952-05: Iss 5". Reserve Bank Of New Zealand. مايو 1952.
2. ↑  Linzmayer، Owen (2012). "New Zealand". The Banknote Book. San Francisco: www.BanknoteNews.com. مؤرشف من الأصل في 2024-12-31.

## روابط خارجية
- دليل أسعار وقيم العملات المعدنية النيوزيلندية (العملات المعدنية ما قبل العشرية)
- عملات معدنية من نيوزيلندا – نادي العملات المعدنية عبر الإنترنت